# Le Berger Pâris
Le Berger Pâris est une peinture réalisée vers 1628 par l'artiste flamand Antoine van Dyck, juste après son retour d'Italie et montrant la forte influence du Titien. Il représente le personnage de la mythologie grecque Pâris, lors de l'épisode appelé le Jugement de Pâris, tenant la pomme d'or qu'il a reçu l'ordre de donner à la plus belle des trois déesses ; exceptionnellement l'artiste se concentre sur Pâris et ne montre pas les déesses elles-mêmes. La toile est conservée à la Wallace Collection à Londres. 

## Historique
Un tableau de Paris enregistré comme propriété du marquis de Voyer d'Argenson en 1754 est probablement à identifier avec cette œuvre. Il fait maintenant partie de la collection Wallace de Londres. Il a été acquis par Henry Hope avant 1807 avant d'être acheté par Francis Charles Seymour-Conway, 3e marquis de Hertford lorsque la collection Hope a été vendue chez Christie's le 29 juin 1816. À cette époque, on pensait qu'il s'agissait d'un autoportrait de Van Dyck lui-même. Le marquis avait l'intention de léguer le tableau au roi George IV, mais il a survécu au roi et n'a donc pu le faire.